# Fred von Zollikofer
Fred Zollikofer von Altenklingen (* 4. Januar 1898 in Hamburg; † 1. Juli 1937 in Berlin) war ein deutscher Dichter, Schriftsteller, Dramaturg und Kritiker in Berlin.

## Leben
Fred von Zollikofer kam aus einer Militärfamilie und trat, der Familientradition folgend, ins Militär ein. Er war im Ersten Weltkrieg Kürassierleutnant. Er wurde 1936 inhaftiert und erkrankte 1937 so schwer, dass er an den Folgen in der Haft verstarb.
Zollikofer schrieb nicht in der plattdeutschen Mundart, sondern übersetzte plattdeutsche Werke ins Hochdeutsch. Zu den Autoren, die er übersetzte, zählte Z. B Fritz Reuter.
In Berlin schrieb er auch Drehbücher. Über seinen Tod heißt es: "Fred von Zollikofer wurde von den Nationalsozialisten wegen seiner politischen Überzeugung verhaftet. Wie sein Freund Luigi Malipiero in dem „Gedächtnisband“ berichtet, infizierte man ihn im Moabiter Gefängnis vorsätzlich …" In der Haft schrieb Zollikofer seine sechs letzten Gedichte. Malipiero brachte 1947 einen Gedächtnisband zu Zollikofer heraus.

## Werke (Auswahl)

### Lyrische und prosaische Werke
- Die frühen Tage. Tillgner, Berlin 1921.
- Die Nacht von Mariensee : 3 Kap. aus d. Leben Ludwig Heinrich Christoph Höltys.  Reclam, Leipzig 1927.
- Über Maschinen das Licht : [Gedichte], Erich Lichtenstein, Weimar 1928.
- Gesammelte Werke: [5 Bde]: Fritz Reuter. Eingel. von Fred von Zollikofer, Voegel, Berlin 1928.
- Heimkehr Gedichte. Zeichnungen von Fritz Dreyer und Luigi Malipiero, in: Berlinische Miniaturen, Das Neue Berlin, Berlin 1948.
- Luigi Malipiero (Hrsg.): Fred von Zollikofer – Ausgewählte Werke. Ausgabe zum zehnten Todestag des Dichters. Ein Gedächtnisband. Aegis, Ulm 1947.

### Filmografie
- 1930 Terra-Melophon-Magazin Nr. 1, Drehbuch